# S, M, L, XL
S, M, L, XL (voluit: Small, Medium, Large, Extra-Large) is een boek hoofdzakelijk geschreven door Rem Koolhaas en Bruce Mau met een overzicht van de projecten van het bureau OMA tussen 1975 en 1995, samen met een aantal essays en andere stukken. De redactie stond onder leiding van Jennifer Sigler en fotografie werd gedaan door Hans Werlemann.

## Geschiedenis
Het boek is tussen 1988 en 1995 geschreven in een hechte samenwerking tussen Koolhaas, Mau en Sigler. Vanwege dit hechte samenwerkingsproces heeft Koolhaas daarom ook Mau niet als ontwerper van het boek neergezet, maar als co-auteur.
Het boek bevat een overzicht van de werken van het bureau OMA van Rem Koolhaas tussen het einde van de jaren 1970 en 1995. Het doel van het boek was om te breken met de conventionele architectuurboeken, om onder meer ook de mindere kanten van het vak te laten zien.

## Titel
De titel van het boek is een verwijzing naar de maten van uniseks kleding: Small, Medium, Large en Extra-Large. Daarnaast verwijst het naar de groei van het architectenbureau door de jaren heen, zoals blijkt uit de statistieken aan het begin van het boek. 

## Inhoud

### Structuur
Het boek kent een onconventionele structuur, in de zin dat het niet een standaard architectuurboek is waarin ieder project chronologisch met overzichtelijke teksten en afbeeldingen wordt behandeld. Zo is het doel van de foto's in het boek niet altijd even duidelijk en hebben teksten niet altijd een verklarend nut bij de projecten.
Ook zijn de projecten niet helemaal op chronologische wijze gerangschikt, maar op orde van grootte van het project. 

#### Small
De projecten opgenomen in het deel 'Small' zijn voornamelijk woonhuizen en kleinere gebouwen. Voorbeelden hiervan zijn de Villa Dall'Ava in Saint-Cloud (1991) en de 'Video Bus Stop' op het Emmaplein in Groningen (1991).

#### Medium
Het deel 'Medium' bevat de middelgrote projecten, zoals het Nederlands Dans Theater in Den Haag (1987) en de Kunsthal in Rotterdam (1992).

#### Large
Het deel 'Large' bevat de grote gebouwen, zoals het Congrexpo in Lille (1994) en de Très Grande Bibliothèque in Parijs (1989). Dit deel van het boek is het kortst wat betreft het aantal projecten dat genoemd wordt, maar bevat daarnaast een groot aantal essays.

#### Extra-Large
Het laatste deel 'Extra-Large' is gericht op de stedenbouwkundige ontwerpen van het bureau, zoals het ontwerp voor Yokohama (1992) en Euralille (1994). Ook geeft Koolhaas hier zijn essay over de 'Generic City'

### OMA Charts
Het boek begint met een aantal statistieken en foto's van het hoofdkantoor van OMA in Rotterdam. Deze 'OMA Charts' tonen het aantal werknemers, in- en uitgaven, winst, maar ook het aantal afgelegde kilometers van Rem Koolhaas en zijn totale aantal nachten doorgebracht in hotels. 

### World Images
De 'world images' in het boek zijn met 90 graden gedraaide afbeeldingen welke op ogenschijnlijk willekeurige momenten in het boek verschijnen. Voorbeelden van deze afbeeldingen zijn oorlogsfoto's in het deel over de Kunsthal Rotterdam en een knipsel uit een reclamefolder welke slipjes voor mannen aanprijst in het deel over het niet uitgevoerde ontwerp voor het Zentrum für Kunst und Medientechnologie in het Duitse Karlsruhe.

### Woordenboek
Een groot gedeelte van het boek bevat een woordenboek aan de randen van pagina's, welke is opgesteld door Jennifer Sigler. De woorden en hun definities hebben weinig tot niets te maken met de inhoud van het boek en dienen meer als een vorm van stream of consciousness-schrijven.

## Druk
De eerste druk van het boek had een oplage van 30.000 exemplaren, welke al binnen een paar maanden uitverkocht was. Dit heeft er toe geleid dat er in China een tijdje illegale kopieën ervan werden gedrukt en er in Iran een imitatieversie van het boek verscheen. De tweede druk had een oplage van 70.000 exemplaren en een nieuwe omslag, met als enige verschil dat de naam van Rem Koolhaas niet meer geel gedrukt is, maar oranje. Later volgden er ook nog blauwe, paarse en groene drukken.